# Norwood (Louisiana)
Norwood és una població dels Estats Units a l'estat de Louisiana. Segons el cens del 2000 tenia 337 habitants.

## Demografia
Segons el cens del 2000, Norwood tenia 337 habitants, 137 habitatges, i 83 famílies. La densitat de població era de 32,4 habitants/km².
Dels 137 habitatges en un 27% hi vivien nens de menys de 18 anys, en un 44,5% hi vivien parelles casades, en un 13,9% dones solteres, i en un 39,4% no eren unitats familiars. En el 37,2% dels habitatges hi vivien persones soles el 19,7% de les quals corresponia a persones de 65 anys o més que vivien soles. El nombre mitjà de persones vivint en cada habitatge era de 2,46 i el nombre mitjà de persones que vivien en cada família era de 3,31.
Per edats la població es repartia de la següent manera: un 27,6% tenia menys de 18 anys, un 9,5% entre 18 i 24, un 25,2% entre 25 i 44, un 22,8% de 45 a 60 i un 14,8% 65 anys o més.
L'edat mediana era de 37 anys. Per cada 100 dones de 18 o més anys hi havia 79,4 homes.
La renda mediana per habitatge era de 30.750 $ i la renda mediana per família de 45.714 $. Els homes tenien una renda mediana de 30.000 $ mentre que les dones 35.156 $. La renda per capita de la població era de 16.003 $. Entorn del 7,6% de les famílies i el 16,4% de la població estaven per davall del llindar de pobresa.

## Poblacions més properes
El següent diagrama mostra les poblacions més properes.